# Тихоновський Олексій Лаврентійович
Олексій Лаврентійович Тихоновський (15 вересня 1935 р. Корюківка Чернігівська область – 12 травня 2007 р. Київ) – український науковець в області вакуумної металургії, доктор технічних наук (1975), професор (1992). Лауреат Державної премії УРСР (1974). 

## Біографія
Після закінчення в 1958 р. Київського політехнічного інституту працює в Інституті електрозварювання АН УРСР (нині науково-дослідний Інститут електрозварювання ім. Є. О. Патона Національної академії наук України). З 1986 р. – завідувач відділом металургійних процесів у вакуумі і техніки електронно-променевої плавки.  Сфера наукових інтересів О. Л. Тихоновського – електронно-променева плавка титану та його сплавів, нікелю та його сплавів, спеціальних та прецизійних сталей та сплавів.  Має 125 авторських свідоцтв СРСР і 262 наукові праці. Академік Української академії наук національного прогресу (1992). 

## Відзнаки
В 1974 р. за працю «Електронно-променева плавка і рафінування металів і сплавів» О. Л. Тихоновському була присуджена Державна премія УРСР у галузі науки і техніки.  В 1985 р. нагороджений премією Ради Міністрів СРСР.

## Праці
- Мовчан Б. А. Электроннолучевая плавка и рафинирование металлов и сплавов / Б. А. Мовчан, А. Л. Тихоновский, Ю. А. Курапов — Київ: Наукова думка, 1973. — 238 с.
- Тихоновский А. Л. Рафинирование металлов и сплавов методом электронно-лучевой плавки / А. Л. Тихоновский, А. А. Тур; Под ред. Б. Е. Патона. - Киев : Наук. думка, 1984. - 272 с.
- Электронно-лучевая установка УЭ-208 / А. Л. Тихоновский, А. А. Тур, А. Н. Кравец [и др.] // Проблемы специальной электрометаллургии. —1992. — № 1. — С. 71–74.